# Jérôme Haehnel
Jérôme Haehnel (Mulhouse, 14 luglio 1980) è un allenatore di tennis ed ex tennista francese, professionista dal 1998 al 2009.
In carriera ha vinto un torneo dell'ATP Tour nell'ottobre 2004 a Metz, sconfiggendo in finale il connazionale Richard Gasquet, nello stesso anno, come numero 271 del ranking, supera le qualificazioni dell'Roland Garros e al suo primo incontro in un tabellone principale di un torneo del Grande Slam elimina in tre set Andre Agassi. Il 21 febbraio dell'anno successivo ha raggiunto la 78ª posizione in classifica, la migliore della sua carriera. Complessivamente in singolare vanta anche due successi e altre tre finali perse nel circuito challenger e quattro successi e altre nove finali perse nel circuito futures.

## Statistiche

### Singolare

#### Vittorie (1)
| Legenda                                                       |
| Grande Slam (0)                                               |
| Tennis Masters Cup / ATP World Tour Finals (0)                |
| Masters Series / ATP World Tour Master 1000 (0)               |
| Giochi olimpici (0)                                           |
| ATP International Series Gold / ATP World Tour 500 Series (0) |
| ATP International Series / ATP World Tour 250 Series (1)      |

| Numero | Data            | Torneo                | Superficie     | Avversario in finale | Punteggio   |
| 1.     | 17 ottobre 2004 | Open de Moselle, Metz | Cemento indoor | Richard Gasquet      | 7–6(9), 6–4 |

### Tornei minori

#### Singolare

##### Vittorie (6)
| Legenda tornei minori |
| Challenger (2)        |
| Futures (4)           |

| Numero | Data            | Torneo                                                | Superficie       | Avversario in finale | Punteggio        |
| 1.     | 12 luglio 1998  | Grand Prix de Tennis Bourg en Bresse, Bourg-En-Bresse | Terra rossa      | Hugo Armando         | 6-2, 6-2         |
| 2.     | 8 ottobre 2000  | Futures Nevers Nièvre, Nevers                         | Cemento          | Noam Behr            | 6(9)–7, 7-5, 6-3 |
| 3.     | 15 ottobre 2000 | Francia Forbach Futures, Forbach                      | Sintetico indoor | Leslie Demiliani     | 6-3, 6-3         |
| 4.     | 9 febbraio 2003 | Internationaux de Bressuire, Bressuire                | Cemento indoor   | Uros Vico            | 6-2, 6-0         |
| 5.     | 24 ottobre 2005 | Southampton Challenger, Southampton                   | Cemento indoor   | Kristian Pless       | 6-2, 6-3         |
| 6.     | 28 agosto 2006  | IPP Trophy, Ginevra                                   | Terra rossa      | Chris Guccione       | 7–6(4), 4-6, 6-3 |

##### Finali perse (10)
| Legenda tornei minori |
| Challenger (3)        |
| Futures (9)           |

| Numero | Data             | Torneo                                                           | Superficie       | Avversario in finale   | Punteggio        |
| 1.     | 26 aprile 1998   | Germania Reimerling Futures, Reimerling                          | Terra rossa      | Daniel Elsner          | 0-6, 3-6         |
| 2.     | 6 febbraio 2000  | Internationaux de Touques, Deauville                             | Terra rossa      | Charles Auffray        | 2-6, 3-6         |
| 3.     | 11 febbraio 2001 | Internationaux de Bressuire, Bressuire                           | Cemento indoor   | Jeroen Masson          | 6(8)–7, 6-1, 4-6 |
| 4.     | 21 ottobre 2001  | Internationaux de Saint-Dizier, Saint-Dizier                     | Cemento indoor   | Michal Kokta           | 2-6, 3-6         |
| 5.     | 16 marzo 2002    | Open International de la Ville de Lille, Lilla                   | Sintetico indoor | Kristof Vliegen        | 6(3)–7, 6(3)–7   |
| 6.     | 1º giugno 2003   | Ortenau Open, Friesenheim                                        | Terra rossa      | Julien Jeanpierre      | 7-5, 4-6, 5-7    |
| 7.     | 18 gennaio 2004  | Internationale Württembergische Hallenmeisterschaften, Stoccarda | Terra rossa      | Łukasz Kubot           | 6(4)–7, 3-6      |
| 8.     | 8 febbraio 2004  | Internationaux de Bressuire, Bressuire                           | Cemento          | Marc Gicquel           | 6-3, 3-6, 2-6    |
| 9.     | 14 agosto 2004   | BSI Challenger Lugano, Lugano                                    | Terra rossa      | Álex Calatrava         | 2-6, 3-6         |
| 10.    | 22 agosto 2005   | Zucchetti Kos Tennis Cup, Cordenons                              | Terra rossa      | Carlos Berlocq         | 6(5)–7, 4-6      |
| 11.    | 22 agosto 2005   | Challenger DCNS de Cherbourg, Cherbourg                          | Cemento indoor   | Federico Luzzi         | 5-7, 6(6)–7      |
| 12.    | 3 febbraio 2008  | Francia Feucherolles Futures, Feucherolles                       | Cemento indoor   | Jean-Christophe Faurel | 6-3, 3-6, 2-6    |